# 丸山神社 (大分市)

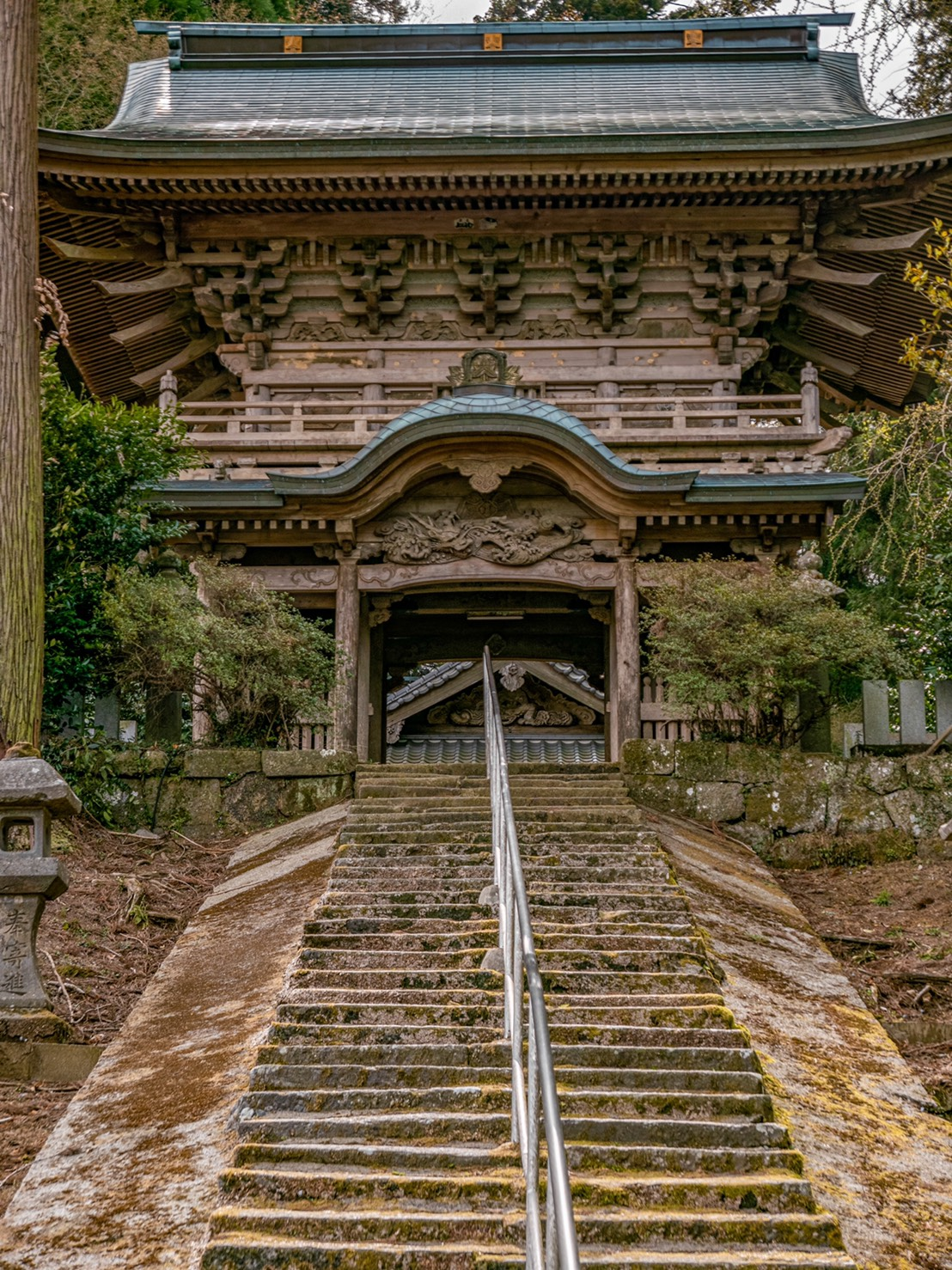
楼門（大分市指定文化財）

丸山神社（まるやまじんじゃ）は、大分県大分市今市に鎮座する神社（八幡宮）である。今市の上（うわ）町（今市西部）の小高い丘上に鎮座する。旧社格は村社。
社前を肥後（豊後）街道が通るが、当神社付近から660メートルに亘って平石が敷き詰められた古道は「参勤交代道路」として大分県の史跡に指定されている。

## 祭神
応神天皇（八幡神）、景行天皇、神宮皇后、仲哀天皇を主祭神に、菅原道真公、大歳命、大己貴命、大山祇命、高龗命、稲倉<ﾏﾏ>魂命を配祀する。菅原道真公以下は明治以降に合祀された神々である。

## 由緒
慶長15年（1610年）に熊本藩藩主の加藤清正が、参勤交代の長旅の安全を祈願して菅原道真公を勧請した天満社を創立した事に始まるとされる。清正は慶長6年に豊後国内の海部、大分、直入3郡から2万石を領有し、参勤道として熊本から鶴崎港へ至る肥後街道を整備し、直入郡の久住宿と大分郡の野津原宿を本陣とし、その中継地点にあたる今市宿にも脇本陣を設けて利用したが、今市自体は岡藩領なので他領における神社創立には疑問が持たれ、或いは以前から鎮座していた天満社に参勤道中の安全祈念の意を込めて修復や寄進等を行い、それが清正創祀という伝承となったやも知れない。
万治3年（1660年）に岡藩主中川久清が京から熊沢蕃山を招き、久清自ら三佐に上陸した蕃山を出迎えて10月2日に今市の庄屋佐藤三吾兵衛善次の屋敷に1泊しているが、その際に三吾兵衛が久清に八幡社の建立を願い出、その許可を得て寛文3年（1663年）に米納の城原八幡社の分霊を勧請して天満社境内に八幡社を創祀、爾来中川氏が八幡社へ参勤交代の都度道中の安全と領民の繁栄を祈念した為に天満社は影を潜めたといい、江戸時代を通じて「丸山八幡」と称され、貞享5年（1688年）に本社拝殿と舞殿、鳥居の修復が、元禄14年（1701年）に神輿殿と鐘堂の修復が岡藩により行われた。また、享保5年（1720年）には今市の豪商である小倉屋松田庄右衛門尉長次によって楼門が寄進された。
明治2年（1869年）に藩命により天満社を合祀して「丸山神社」と改称、同5年村社に列した。同13年、字日向師と字歳の神の2所の大歳命を、字城山の大己貴命を、上白家（うわじろか）と屋敷の上の2所の菅原道真公を、字山神の3所の大山祇命を、平連石（ひららいし）と尾崎と押の尾の大山祇命を、下白家（したじろか）と柳井水の高龗命を、字丸山と字下次郎（げじろう）の稲倉<ﾏﾏ>魂命を合祀した。

## 祭祀
例祭は4月20日で、9月14・15日には今市下町のお旅所までの神幸祭が行われる。
神幸祭では白家（しろか）の神楽が奉納される。白家の神楽は浅草八幡社（豊後大野市）に伝わる浅草神楽の流れを汲む。明治10年頃に白家に住した大野郡上井田村出身の後藤富彦が浅草流神楽に通じていた為、白家の青年達がその教えを受けて集落の神社に奉納するようになったが、それら神社が明治13に当神社に合祀された為、以来当神社に奉納されるようになった。因みに神楽組は明治20年に「丸山俚楽」と称して大野郡の神楽組に参加している。なお、浅草神楽は御嶽神楽流の岩戸神楽である。

## 社殿
本殿は桁行3間梁間2間の切妻造平入銅板葺、拝殿は梁間1間桁行3間の切妻造妻入瓦葺。楼門は享保5年に建てられた三間一戸入母屋造平入の八脚門。初重と上重からなる二重門で初重に唐破風を付す。屋根は銅板葺。今市の豪商松田庄右衛門尉長次の寄進になるが、長次は宝永元年（1704年）に伊勢神宮（三重県）に参宮しており、その途次で京、大坂、大和の社寺を巡拝し、その際に楼門の寄進を思い立ったといい、享保5年2月15日に着工して同年8月に竣工し、その後文化10年（1813年）、天保2年（1831年）、安政2年（1855年）に屋根の葺替が行われている。十二支や二十四孝の人物の彫刻が施され、日光東照宮（栃木県）の陽明門（日暮門）を模して造られたとも伝わっている。また、稲作から造酒に至る過程も刻まれている。豊後における数少ない楼門の一で平成17年（2005年）に大分市の有形文化財の指定を受けた。
長次は楼門寄進の7年後にも拝殿を再建しているが、その棟札に父母の寿命長久と子孫繁栄の願旨を記しており、長次によるこれらの寄進は、その財力はもとより敬神の念と孝心の情を示すものともなっている。

## 文化財
括弧内は種別と指定年月日
大分市指定
- 楼門（有形文化財、平成17年3月31日）